# Benicull
Benicull (oficialmente en valenciano Benicull de Xúquer) es un municipio de la Comunidad Valenciana, España. Perteneciente a la provincia de Valencia, en la comarca de la Ribera Baja. Cuenta con una población de 1144 habitantes (INE 2024).

## Geografía
El pueblo se sitúa en el margen derecho del río Júcar.
Desde Valencia, se accede a esta localidad a través de la N-332 para enlazar con la CV-505.
El término municipal de Benicull limita con las localidades de Alcira, Corbera, y Poliñá de Júcar, todas ellas de la provincia de Valencia.

## Historia
Municipio creado el año 2003 mediante segregación de parte del
término municipal de Poliñá de Júcar y cuya historia va unida a la de esta localidad.
La primera vez que aparece documentado el topónimo Benicull es en 1914. Se han encontrado vestigios de poblamiento que van desde el Eneolítico hasta la Edad del Bronce en la zona conocida como La Pedrera. A finales del siglo pasado se asentaron en este lugar varias familias.

## Demografía
Benicull cuenta con una población de 1144 habitantes (INE 2024).
| Gráfica de evolución demográfica de Benicull entre 2011 y 2021 |
| |
| Población de derecho según los censos de población del INE Población de hecho según los censos de población del INEEn 2003 aparece este municipio porque se segrega del municipio Poliñá de Júcar |

Sólo hay datos desde 2003, año de separación de Poliñá de Júcar.

## Economía
Basada tradicionalmente en la agricultura con predominio del cultivo de los cítricos.

## Administración y política
| Periodo   | Nombre                                                                            | Partido                  |
| --------- | --------------------------------------------------------------------------------- | ------------------------ |
| 1999-2003 | Jaime Montaner                                                                    | UV                       |
| 2003-2007 | José Francisco Damiá Bisbal                                                       | PSPV-PSOE                |
| 2007-2011 | José Francisco Damiá Bisbal                                                       | PSPV-PSOE                |
| 2011-2015 | Joan Vicent Geribés Benavent (2011-2014) Joan Vicent Geribés Benavent (2014-2015) | EUPV No adscrito         |
| 2015-2019 | Maria Amparo Giner Lorenzo                                                        | UxB - Units per Benicull |
| 2019-2023 | Maria Amparo Giner Lorenzo                                                        | UxB - Units per Benicull |
| 2023-act. | Maria Amparo Giner Lorenzo                                                        | UxB - Units per Benicull |

## Cultura

### Patrimonio

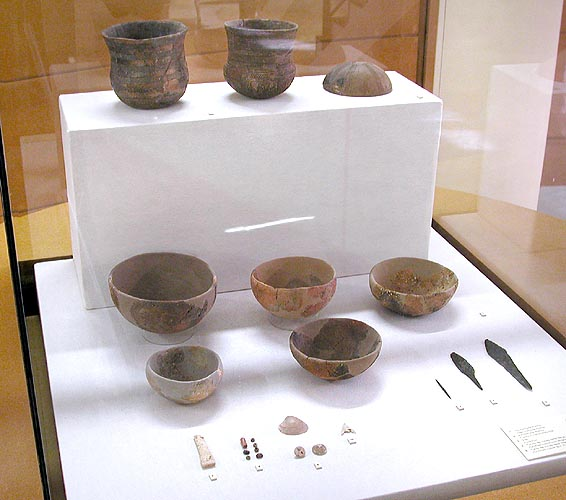
Vitrina 52 del Museo de Prehistoria de Valencia

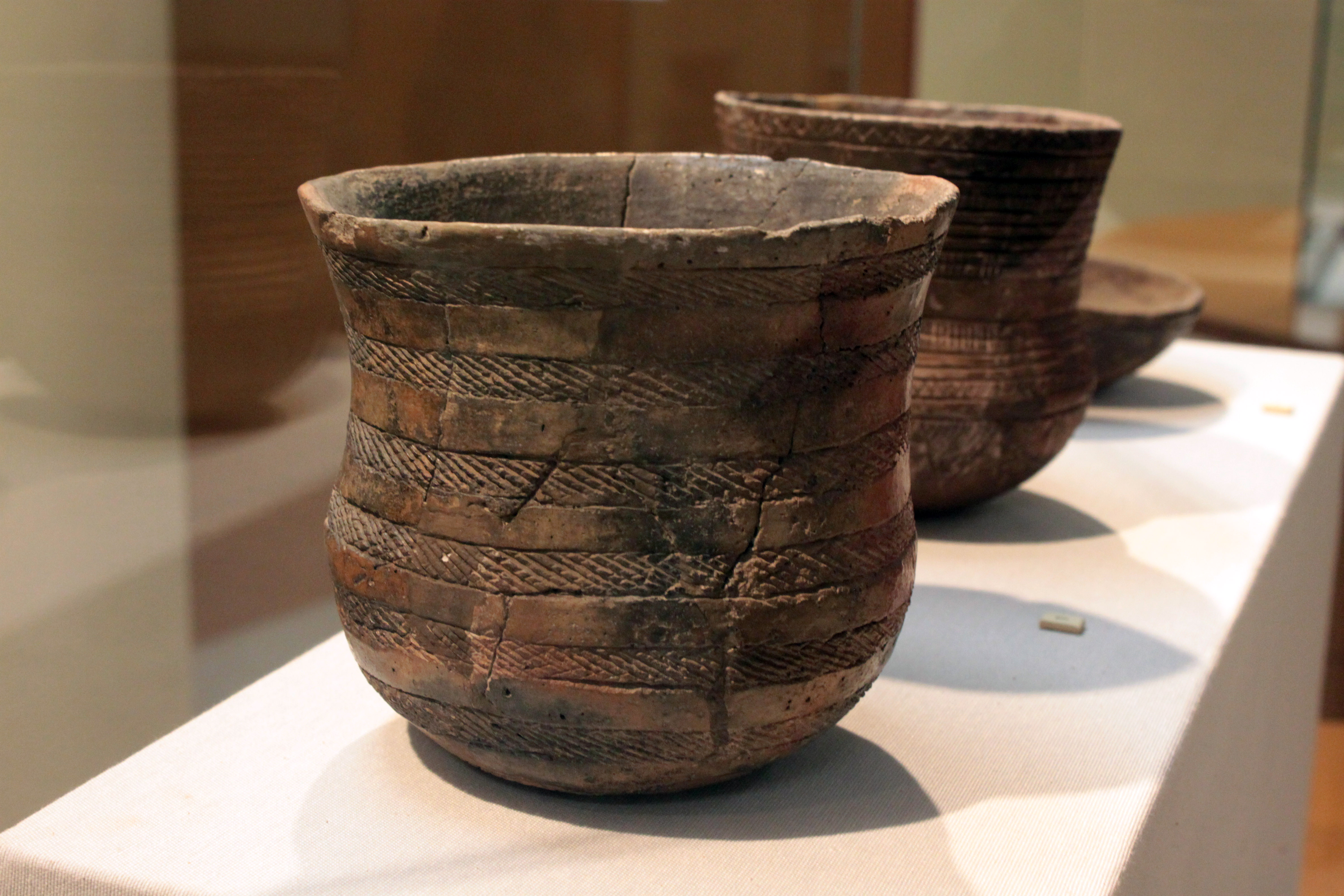
Vasos campaniformes de Sima de la Pedrera. Expuestos en el Museo de Prehistoria de Valencia

Sus únicos monumentos la iglesia de San Roque y la ermita de San Bernabé.
El 17 de noviembre de 1973, un grupo de escolares de Benicull orientados por sus maestros Alberto Ripoll y Carmen Ezquer, encuentran en una gruta (dentro del paraje de la Sima de la Pedrera) vestigios de época neolítica, entre los cuales destaca un vaso campaniforme datado entre los años 2200-1800 a. C. .

### Fiestas
- Filles de Maria. Durante la primera quincena de julio tienen lugar las fiestas
- Festers de la Beata Inés. Fiestas patronales en honor a la Beata Inés de Benigánim se celebran la última quincena de semana de agosto.
- El Cristo de los Afligidos. Última quincena de octubre.
- Festa del Poble. El 9 de octubre, concurso de paellas.

### Gastronomía

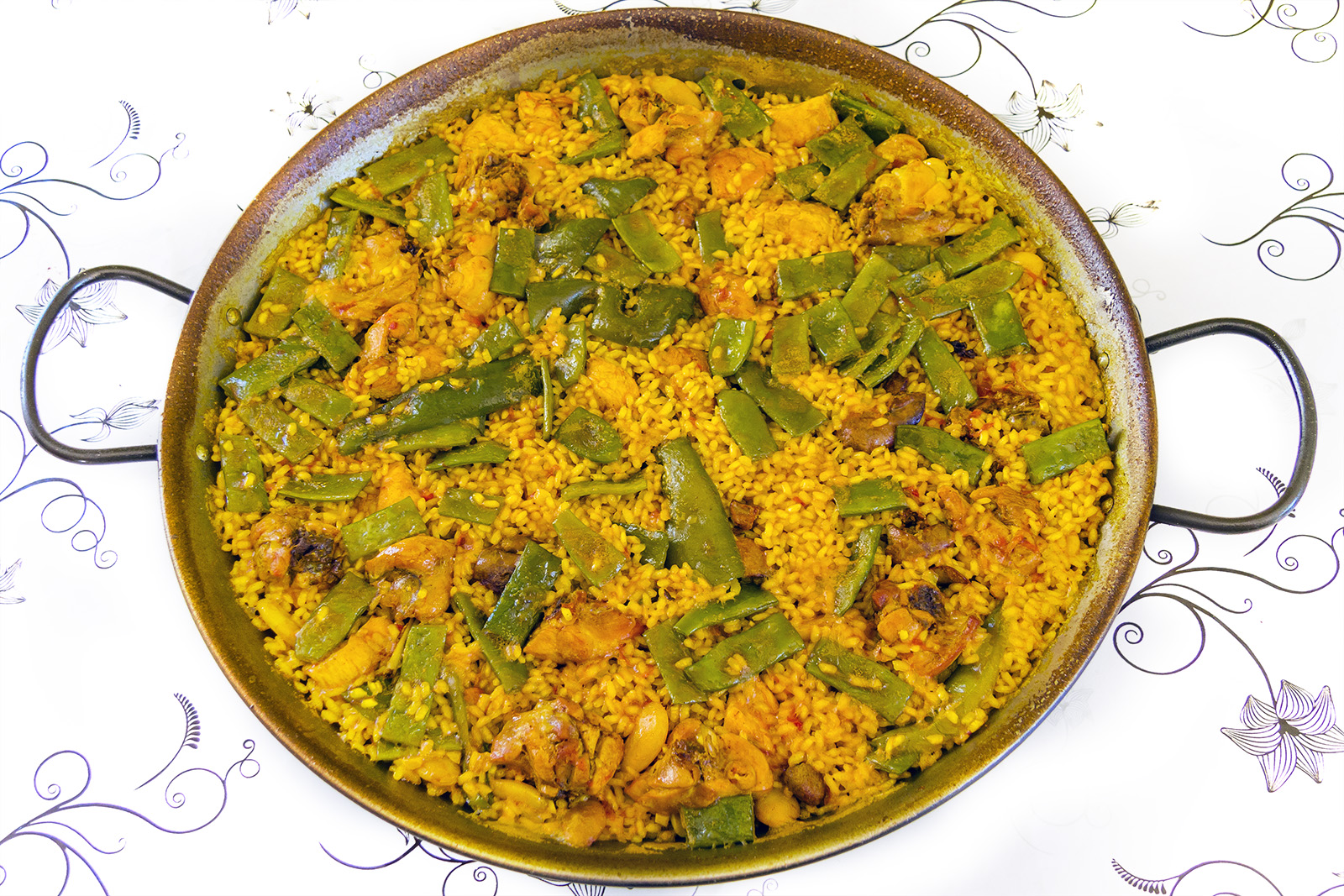
Paella valenciana

En el apartado gastronómico destacan, como en toda la Ribera, los arroces, aunque el más conocido internacionalmente es la paella, un guiso de arroz seco, cocinado sobre un fuego de leña en una paella metálica sin mango, de donde viene su denominación. Existen múltiples recetas, pero la fundamental en la región se compone de arroz, pollo y conejo, judías verdes y garrofón. En la Ribera incluye también pimiento fresco, caracoles y albóndigas de carne.
También es importante destacar la repostería, con los siguientes productos: rosquillas de anís, la fogaseta, un tipo de galletas medianas de anís, la coca fina, la coca cristina, la coca boba, el turrón de panecillos, el turrón de gato, las rosquillas de calabaza y el helado "biscuit glacé".
La repostería salada también tiene tradición en Algemesí, siendo típica la coca con sal, un tipo de coca de pan con aceite y sal, las Cocas de Cacao y las rosquilletas, entre otros pasteles y tortas.
Además en la semana de toros, que se celebra las dos últimas semanas de septiembre, es popular el colpet, una bebida un poco más grande que un chupito, compuesta por vodka, granadina y tónica, que se toma realizando un ritual, el cual consiste en tapar el vaso y darle tres golpes contra la barra, para beberlo seguidamente de un trago.